# DANCE BABY DANCE/夏はこれからだ!
「DANCE BABY DANCE/夏はこれからだ!」（ダンス ベイビー ダンス/なつはこれからだ!）は、福耳の5枚目のシングルである。2008年7月16日発売。発売元はrhythm zone。

## 参加アーティスト
- 杏子
- 山崎まさよし
- スガシカオ
- COIL
- あらきゆうこ（mi-gu）
- 元ちとせ
- スキマスイッチ
- 長澤知之
- 秦基博
- MICRON' STUFF

## 参加ミュージシャン
- DANCE BABY DANCE 
  - 杏子：Vocal
  - 山崎まさよし：Vocal, Electric Guitar, Percussion, Vibraphone, Harmonica, Chorus
  - スガシカオ：Vocal, Electric Guitar, Chorus
  - 元ちとせ：Vocal, Chorus
  - 大橋卓弥, 秦基博, MICRON' STUFF：Chorus
  - 岡本定義, 長澤知之：Electric Guitar, Chorus
  - 常田真太郎：Organ
  - 佐藤洋介：Bass
  - あらきゆうこ：Drums, Percussions, Chorus
  - 福耳：HandClaps
- 夏はこれからだ!
  - 大橋卓弥, 元ちとせ：Vocal, Chorus
  - 秦基博：Vocal, Acoustic Guitar, Chorus
  - 杏子, 山崎まさよし, スガシカオ：Chorus
  - MICRON' STUFF：Flow
  - 岡本定義, 長澤知之：Electric Guitar
  - 常田真太郎：Piano
  - 佐藤洋介：Bass
  - あらきゆうこ：Drums
- 夜空ノムコウ ～Augusta Camp 2007～
  - 杏子, 元ちとせ, 大橋卓弥, 長澤知之, 秦基博：Vocal, Chorus
  - 山崎まさよし：Vocal, Harmonica
  - スガシカオ：Vocal, Acoustic Guitar, Chorus
  - 岡本定義：Electric Guitar
  - 常田真太郎：Keyboards
  - 佐藤洋介：Bass
  - あらきゆうこ：Drums
  - ライオン･メリィ：Organ
- 星のかけらを探しに行こうAgain ～Augusta Camp 2007～
  - 杏子, 元ちとせ, 長澤知之, 秦基博：Vocal, Chorus
  - 山崎まさよし：Vocal, Harmonica
  - スガシカオ, 大橋卓弥：Vocal, Acoustic Guitar, Chorus
  - 岡本定義：Electric Guitar, Chorus
  - 常田真太郎：Keyboards
  - 佐藤洋介：Bass, Chorus
  - あらきゆうこ：Drums
  - ライオン･メリィ：Organ

## 収録曲
1. DANCE BABY DANCE [5:49]
（作詞・作曲：岡本定義、編曲：COIL）
  - 「Augusta Camp 2008」テーマソング
2. 夏はこれからだ! [5:27]
（作詞・作曲：岡本定義、Rap詞：MICRON' STUFF、編曲：COIL）
  - ABCテレビ・テレビ朝日系『2008 夏の高校野球（第90回全国高等学校野球選手権記念大会）』統一テーマソング
  - ABCテレビ・テレビ朝日系『熱闘甲子園』オープニングテーマ
3. 夜空ノムコウ〜Augusta Camp 2007〜 [6:09]
（作詞：スガシカオ、作曲：川村結花）
4. 星のかけらを探しに行こう Again〜Augusta Camp 2007〜 [8:54]
（作詞：杏子、作曲：杏子・馬場一嘉）
5. DANCE BABY DANCE（Backing Track）
6. 夏はこれからだ!（Backing Track）